# Tiền Phong, Vĩnh Bảo
Tiền Phong là một xã thuộc huyện Vĩnh Bảo, thành phố Hải Phòng, Việt Nam.

## Địa lý
Xã Tiền Phong có vị trí địa lý:
- Phía đông giáp xã Cao Minh và xã Liên Am
- Phía tây và phía nam giáp tỉnh Thái Bình
- Phía bắc giáp xã Vĩnh Hải.

Xã Tiền Phong có diện tích 16,53 km², dân số năm 2023 là 19.722 người, mật độ dân số đạt 1.193 người/km².

## Lịch sử
Các làng Vĩnh Lạc - An Lạc - Linh Đông - Phần Thượng - Mai Thượng trước thuộc huyện An Định, thời Lý - Trần thế kỷ (XI-XIV) thuộc huyện Đông Lại. Sau thời Lê Thánh Tông (1460-1497) đổi thành huyện Vĩnh Lại, đến năm 1811 sáp nhập Vĩnh Lại với Ninh Giang, vào năm 1838 nhà Nguyễn cho lập huyện mới là huyện Vĩnh Bảo ngày nay nhưng vẫn thuộc Hải Dương. Cuối năm 1952 Vĩnh Bảo thuộc tỉnh Kiến An, từ năm 1963 đến nay thuộc thanh pho Hải Phòng.
Hội nghị thành lập xã Liên Hiệp ngày 24-4-1946 tại đình Lý Nhân họp HĐND các xã Quán Khái, Lý Nhân, Phần Thượng, và xã Linh Đông sáp nhập bầu ra ủy ban hành chính xã Liên Hiệp. Cùng ngày tại đình An Lạc cùng họp HĐND các xã Vĩnh Lạc, Mai Thượng, An Lạc bầu Ủy ban hành chính xã Song An.
Cuối năm 1947 thực hiện chủ trương của Huyện ủy Vĩnh Bảo sáp nhập xã nhỏ thành xã lớn, để giảm bớt đầu mối, tạo điều kiện thuận lợi, chỉ huy và lãnh đạo, hai xã Liên Hiệp, Song An sáp nhập và lấy tên xã là Vạn Thắng.Năm 1948 xã vạn thắng đổi tên là xã Tiền Phong
Năm 1956 thể theo nguyện vọng của cán bộ đảng viên và nhân dân và căn cứ tình hình thực tế xã Tiền Phong lúc này dân số đông, địa bàn rộng. Xã Tiền Phong được chia tách thành hai xã, là xã Vĩnh Phong (gồm các thôn Quán Khái, Lý Nhân, Phần Thượng) và xã Tiền Phong (gồm thôn Linh Đông, Mai Thượng, An Lạc, Vĩnh Lạc).
Những năm 1958-1960, toàn xã có 16 xóm mỗi xóm là 1 hợp tác xã nông nghiệp, với tên gọi Vĩnh Tiến - Đồng Tâm - Bạch Đằng - Cấp Tiến - Kiến Thiết - Liên Hiệp - Bắc Sơn -Trung Dũng - Tứ Cường - Dũng Tiến - Càn Long - Trấn Long - Hoàng Hanh - Thăng Tiến - An Tiến - Tân Tiến. Đến năm 1976 hợp tác xã hợp nhất lấy tên là hợp tác xã nông nghiệp xã Tiền phong và đổi thành 6 thôn thôn Vĩnh Lạc, An Lạc, Thượng Tiến, Linh Đông, Phần Thượng và Mai An, hình thành 16 đội sản xuất. Năm 1986 từ 16 đội sản xuất hợp nhất thành 8 đội. Cho đến năm 1993 xã Tiền Phong đã đổi 8 đội sản xuất thành thôn Vĩnh Lạc 1, Vĩnh Lạc 2, An Lạc 1, An Lạc 2, Linh Đông 1, Linh Đông 2, Linh Đông 3, Linh Đông 4 cho đến nay.
Ngày 24 tháng 10 năm 2024, Ủy ban Thường vụ Quốc hội ban hành Nghị quyết số 1232/NQ-UBTVQH15 về việc sắp xếp đơn vị hành chính cấp huyện, cấp xã của thành phố Hải Phòng giai đoạn 2023 – 2025 (nghị quyết có hiệu lực từ ngày 1 tháng 1 năm 2025). Theo đó, sáp nhập toàn bộ 4,13 km² diện tích tự nhiên, quy mô dân số là 4.155 người của xã Vĩnh Phong và toàn bộ 6,60 km² diện tích tự nhiên, quy mô dân số là 8.188 người của xã Cộng Hiền vào xã Tiền Phong.
Xã Tiền Phong có 16,53 km² diện tích tự nhiên và quy mô dân số là 19.722 người.